# کرالیویتسا
کْرالیــِویتسا (به کرواتی: Kraljevica) شهری در ایالت پریمریه-گرسکی کتار کشور کرواسی است که جمعیت آن در سال ۲۰۱۱ میلادی ۴٬۳۳۳ نفر بوده‌است.